# Elecciones estatales de Yucatán de 2007
Las Elecciones estatales de Yucatán de 2007 se llevaron a cabo el domingo  20 de mayo de 2007, y en ellas se renovaron los titulares de los siguientes cargos de elección popular del estado mexicano de Yucatán:
- Gobernador de Yucatán: Titular del Poder Ejecutivo del estado, electo por única ocasión para un periodo de cinco años no reelegibles en ningún caso. La candidata electa fue Ivonne Ortega Pacheco.[1]
- 106 ayuntamientos o Comunas: Formados por Regidores de mayoría relativa y de representación proporcional, siendo el primer regidor de mayoría electo como Presidente Municipal y el segundo regidor como Síndico;[2] todos electos por un periodo de cinco años (por única ocasión para empatar las elecciones estatales con las federales) no reelegibles para el periodo inmediato. El número de regidores los establece la constitución de acuerdo a la población del municipio.[3]
- 25 diputados del Congreso del Estado: 15 diputados electos por mayoría relativa elegidos en cada uno de los distritos electorales del estado, y 10 electos por el principio de representación proporcional.

En este proceso electoral estuvieron habilitados para emitir su voto un total de 1,217,618 ciudadanos.

## Resultados electorales
Ocho partidos políticos nacionales con registro en Yucatán y uno con registro estatal, estuvieron habilitados para registrar candidatos a gobernador, pudieron hacerlo de manera individual, formando coaliciones electorales entre dos o más partidos, o registrando candidaturas comunes, es decir registrar a un mismo candidato aunque cada partido compita de manera independiente. En este caso se registraron dos coaliciones, Alianza Ciudadana y Todos Somos Yucatán, y el PAN y el PANAL, y el PRI, el PVEM y el PAY registraron candidatos comunes a la gubernatura.
Por primera vez en la historia moderna de México, en los comicios estatales de 2007 en Yucatán estuvieron en posibilidad de competir candidatos independientes, es decir, que no estén registrados por ningún partido político, esto en consecuencia con lo estipulado en una reciente reforma a la Constitución de Yucatán y su confirmación por parte de la Suprema Corte de Justicia de la Nación. Sin embargo únicamente se registraron candidatos independientes para la elección de Ayuntamientos.

#### Ayuntamiento de Tizimín

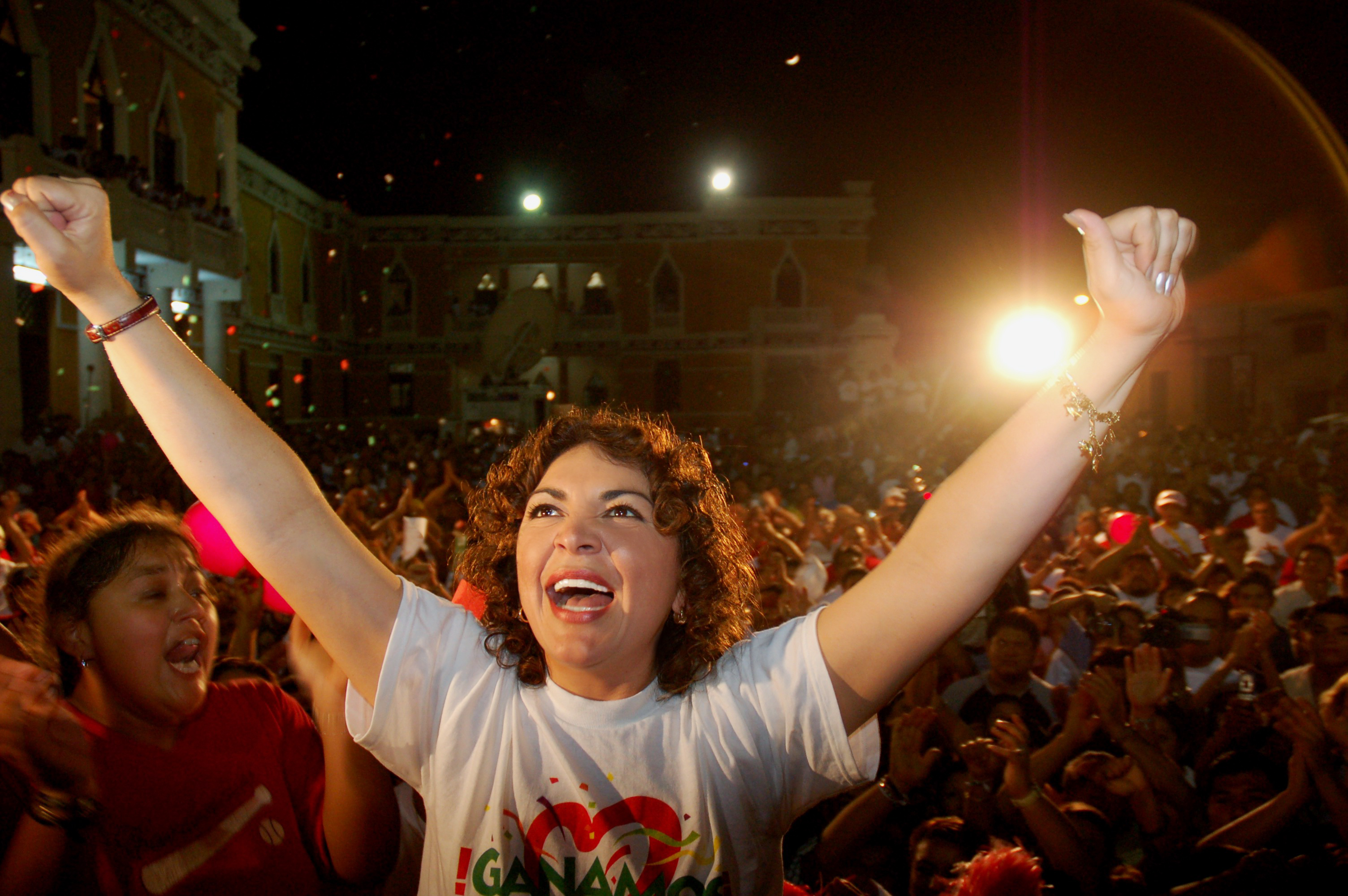
Ivonne Ortega. 20 de mayo de 2007.

## Gobernador
|  | 49.92 % |

|  | 42.46 % |

|  | 3.21 % |

|  | 2.66 % |

|  | 0.15 % |

|  | 0.01 % |

|  | 1.54 % |

|  | 100.00 % |

### Ayuntamientos

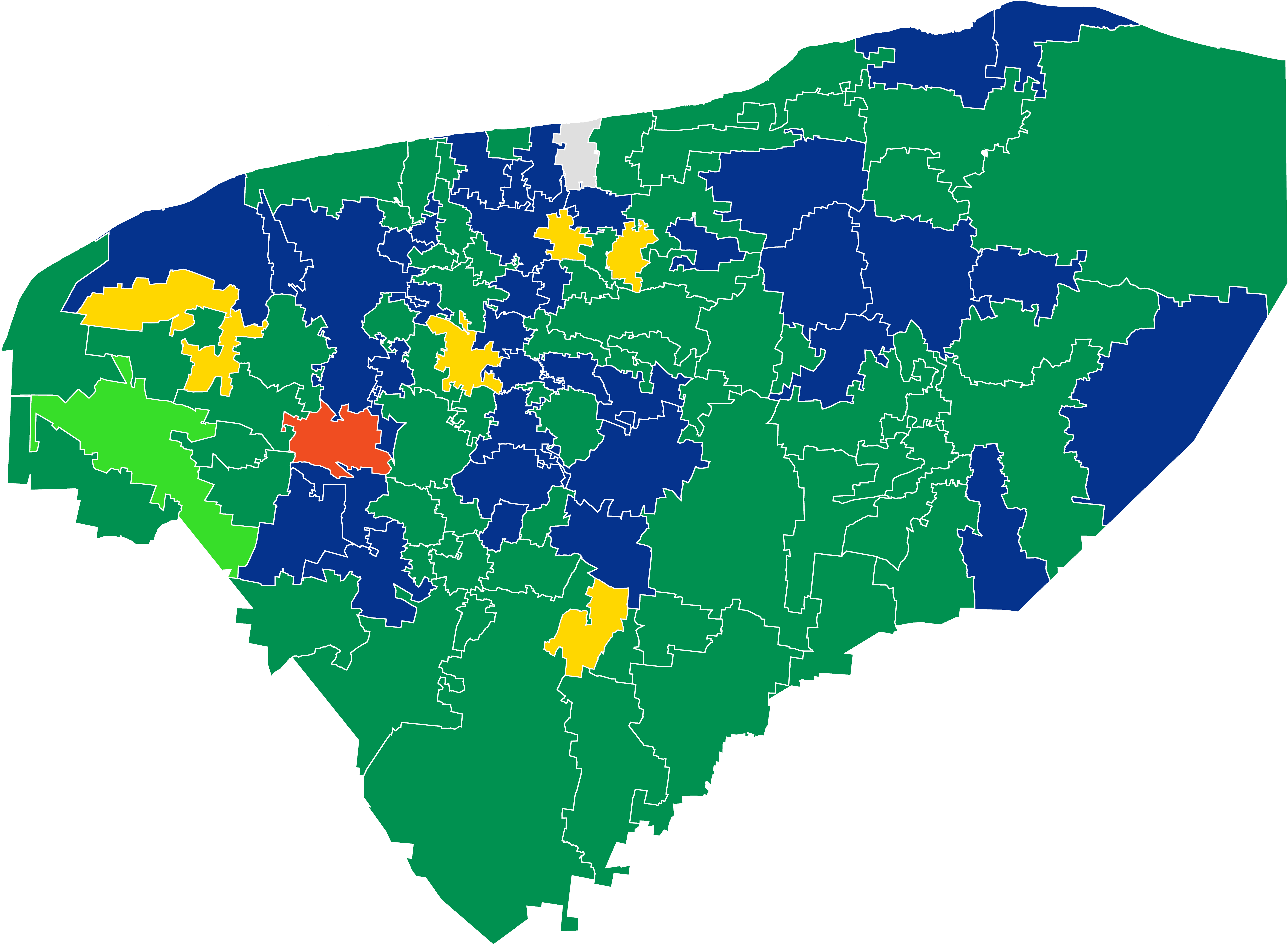
Distribución de las ayuntamientos por partido:
PRI (59)
PAN (38)
PRD (6)
PVEM (1)
PT+Convergencia (1)
Independiente (1)

|                           | Partido Acción Nacional                | 38 |
|                           | Partido Revolucionario Institucional   | 59 |
|                           | Partido de la Revolución Democrática   | 6  |
|                           | Todos Somos Yucatán (PT, Convergencia) | 1  |
|                           | Partido Verde Ecologista de México     | 1  |
|                           | Partido Alianza por Yucatán            | 0  |
|                           | Nueva Alianza                          | 0  |
|                           | Partido Alternativa Socialdemócrata    | 0  |
|                           | Candidatos independientes              | 1  |
| Fuente: Diario de Yucatán |                                        |    |

#### Ayuntamiento de Mérida
|  | 44.60 % |

|  | 44.15 % |

|  | 1.94 % |

|  | 6.25 % |

|  | 1.61 % |

|  | 100.00 % |

#### Ayuntamiento de Motul
- Celina Yolanda Montañez y Avilés  Hecho

### Diputados

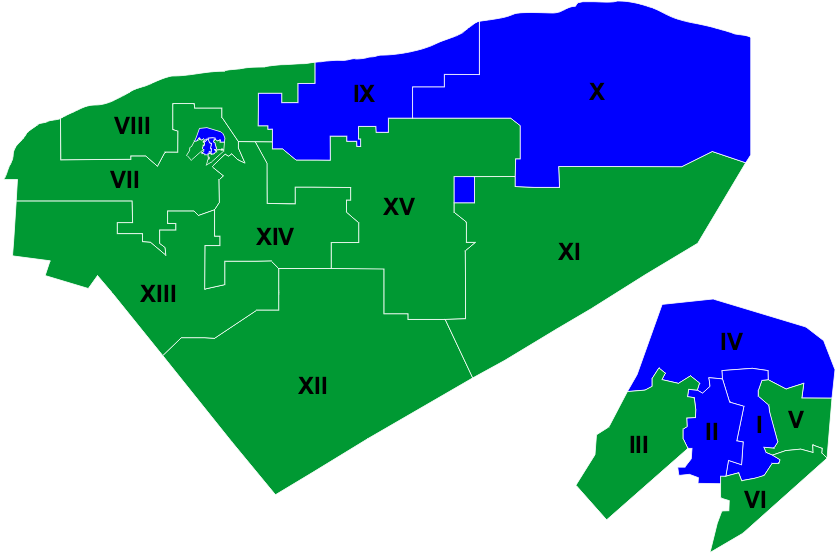
Distribución de los distritos por partido político

|                                                                               | Partido Acción Nacional                                    | 5  | 4 |
|                                                                               | Alianza Ciudadana (PRI, PVEM, Partido Alianza por Yucatán) | 10 | 4 |
|                                                                               | Partido de la Revolución Democrática                       | 0  | 1 |
|                                                                               | Todos Somos Yucatán (PT, Convergencia)                     | 0  | 1 |
|                                                                               | Nueva Alianza                                              | 0  | 0 |
|                                                                               | Partido Alternativa Socialdemócrata                        | 0  | 0 |
| Fuente: Instituto de Procedimientos Electorales y de Participación Ciudadana. |                                                            |    |   |

## Encuestas preelectorales
Para poder ser publicadas, las encuestas de preferencias electorales deben ser realizadas por empresas avaladas por el Instituto de Procedimientos Electorales y Participación Ciudadana de Yucatán, ante el cual registran sus metodologías.
| Encuestadora | Fuente | Fecha               | Abreu | Ortega | Herrera | Payán | Lizcano | NS/NC |
| ------------ | ------ | ------------------- | ----- | ------ | ------- | ----- | ------- | ----- |
| El Universal | [ 11 ] | 4 de mayo de 2007   | 45.5  | 48.5   | 3.5     | 2.5   |         |       |
| GEA-ISA      | [ 12 ] | 26 de abril de 2007 | 44    | 35     | 4       | 3     | 0       | 14    |
| ARCOP        | [ 13 ] | 19 de abril de 2007 | 45    | 34     | 2       | 3     |         | 16    |
| Demotecnia   | [ 14 ] | 15 de abril de 2007 | 47    | 49     | 2       | 2     | 0       |       |
| ARCOP        | [ 15 ] | 29 de marzo de 2007 | 42    | 33     | 3       | 3     |         | 19    |

El 18 de abril de 2007, Ivonne Ortega Pacheco dio a conocer que según encuestas propias ella tenía una ventaja de 7 puntos porcentuales sobre su más cercano competidor, sin embargo, no mencionó ni la empresa realizadora de la encuesta ni ningún otro detalle sobre esta.

## Elecciones internas de los partidos políticos
Los partidos políticos llevaron a cabo sus procesos de elección de candidatos a puestos de elección popular durante los últimos meses de 2006 y primeros de 2007. Si bien las elecciones se denominan internas, los candidatos internos, en particular del PRI, y el PAN, han hecho campaña fuera de los medios de los partidos, de tal forma que los ciudadanos sin afiliación partidista han estado expuestos al proselitismo de los candidatos.

### Partido Acción Nacional
El PAN fue el primer partido político en llevar a cabo su proceso de selección de candidato a gobernador, el 18 de octubre de 2006 fue publicada la convocatoria para la elección interna, que se verificó el 17 de diciembre.
Los tres precandidatos registrados y los resultados que obtuvieron en la elección interna son los siguientes:
| Precandidato        | Votos  | %      |
| ------------------- | ------ | ------ |
| Xavier Abreu Sierra | 5 346  | 50.51  |
| Ana Rosa Payán      | 3 829  | 36.18  |
| Luis Correa Mena    | 1 409  | 13.31  |
| Nulos               | 307    |        |
| Total               | 10 584 | 100.00 |

Xavier Abreu Sierra se proclamó triunfador al cierre de las casillas electorales, sin embargo, tanto Ana Rosa Payán como Luis Correa Mena se negaron a reconocer el triunfo de Abreu argumentando que fue favorecido por el aparato gubernamental y anunciaron que impugnarían la elección ante el Comité Ejecutivo Nacional del PAN, sin embargo, Luis Correa Mena finalmente aceptó los resultados de la elección y únicamente Payán realizó la impugnación.
El 16 de enero de 2007, el Comité Ejecutivo Nacional del PAN rechazó la impugnación presentada por Ana Rosa Payán, ante lo cual ésta anunció su renuncia al partido y finalmente el 21 de enero Xavier Abreu rindió protesta formal como candidato del PAN a gobernador de Yucatán.

### Partido Revolucionario Institucional
El 30 de octubre de 2006 el PRI inició su proceso de selección de candidato con el registro de seis precandidatos, que fueron:
- Rubén Calderón Cecilio
- Ivonne Ortega Pacheco
- Orlando Paredes Lara
- Eric Rubio Barthell
- Dulce María Sauri Riancho
- Carlos Sobrino Sierra

Una séptima postulación, de Jorge Arturo Durán Vargas no fue aprobada por el partido al no cumplir con los requisitos señalados en la convocatoria de elección.
El 4 de diciembre de 2006 en el Comité Ejecutivo Nacional del PRI, en la Ciudad de México, Ivonne Ortega Pacheco fue designada precandidata de unidad del PRI al gobierno del Estado, luego que se conocieron los resultados de la encuesta levantada por Consulta Mitofsky donde ella tenía la ventaja entre los 6 aspirantes, por lo que procedió el registro de Ivonne Ortega como candidata de unidad, sin embargo algunos precandidatos, como Rubén Calderón Cecilio o Dulce María Sauri Riancho, se manifestaron contrariados por los resultados del proceso, aunque finalmente respetaron los resultados.
El 13 de enero de 2007 la Convención estatal de PRI oficializó a Ivonne Ortega Pacheco como candidata del PRI al gobierno del estado, y el 11 de marzo fue aprobada oficialmente la alianza con el Partido Verde Ecologista de México y el Partido Alianza por Yucatán, que se denominará Alianza Ciudadana.

### Partido de la Revolución Democrática
El PRD inició el proceso de designación de su candidato manifestando la intención de conformar una alianza opositoria al PAN, pero excluyendo de esa posible coalición electoral al PRI. 
Para obtener la candidatura a Gobernador del partido, según la convocatorio emitida, se registraron como precandidatos:
- Eric Eber Villanueva Mukul[25]
- Marbella Casanova Calam[26]

El 10 de diciembre de 2006 el PRD anunció que su candidato a Gobernador sería designado directamente por el Comité Ejecutivo Nacional del partido, así como la conformación de una alianza electoral por lo menos con el Partido del Trabajo y Convergencia, como el Frente Amplio Progresista, pero sin cancelar la posibilidad de que se integren a ella otros partidos políticos opositores al PAN
Posteriormente se mencionó el interés del PRD en postular como su candidata a la exgobernadora y exprecandidata priista Dulce María Sauri Riancho, aunque ella ha rechazado tal posibilidad, o la exprecandidata panista Ana Rosa Payán, quien renunció a su partido por desacuerdos con elección interna.
El 22 de enero de 2007 el PRD, el PT y Convergencia acordaron ir juntos en la elección de Yucatán como el Frente Amplio Progresista y buscar que el partido Alternativa Socialdemócrata y Campesina se integre a él, así como su rechazo total a participar en cualquiera coalición que incluya al PRI y al PANAL, lo cual fue formalmente confirmado por el líder nacional del PRD, Leonel Cota Montaño, el 30 de enero, sobre una posible candidatura de Ana Rosa Payán, dejó en ella la decisión de contender por el FAP o por Nueva Alianza.
Finalmente el 31 de enero, inicialmente Convergencia anunció la postulación formal de Ana Rosa Payán, a la que posteriormente se adhirieron formalmente el PRD y el PT, sin embargo, sin embargo, Payán rechazó que la denominación de la coalición fuera Frente Amplio Progresista, sino que se buscara otro nombre, lo que comenzó a causar conflictos con su candidatura. Sin embargo, ante las críticas a la postulación por parte del PRD y la posición crítica de la candidata hacia los propios partidos que la postulaban, el 8 de febrero, el presidente nacional del partido, Leonel Cota, declaró que la candidatura de Payán no estaba decidida aún, sino en evaluación y que será el Consejo Nacional del PRD el que deba de tomar la decisión final, En la sesión del Consejo Nacional del PRD, el 10 de febrero, Cota finalmente propuso desechar la candidatura de Ana Rosa Payán, ante las críticas y división que causó hacia el interior del partido, y el consejo aprobó por unanimidad el rechazo a la candidatura.
Con el rechazo de la candidatura de Ana Rosa Payán, Erik Villanueva Mukul, precandidato registrado a la gubernatura, inicialmente reiteró su postulación, aunque manifestando que solo aceptaría la candidatura si cuenta con todo el apoyo del partido, ante los problemas por la postulación y posterior rechazo de Ana Rosa Payán, la segunda precandidata registrada, Marbella Casanova retiró con anterioridad su postulación, aduciendo la debilidad de su partido en Yucatán.
Al final, Villanueva retiro su candidatura argumentando que "se les fue el tiempo y que ya no había posibilidades de ganar", y finalmente el Comité Ejecutivo Nacional del PRD resolvió el 26 de febrero la postulación del cómico Héctor Herrera Álvarez como su candidato a Gobernador.

### Partido Verde Ecologista de México
El PVEM ha manifestado que considera elegir entre ir en Alianza con el Partido Revolucionario Institucional y la candidatura de Ivonne Ortega Pacheco, o postular como candidata externa a Ana Rosa Payán, siendo esto último descartado debido a su postulación por el PRD. En consecuencia se ha anunciado el avance en las negociaciones para conformar una alianza con el PRI quedebería de haberse concretado antes del 14 de febrero, fecha límite para el registro de las coaliciones electorales, lo cual no se logró, ante ello, el PVEM seguirá buscando respaldar la candidatura de la priista Ivonne Ortega, pero esta vez como candidatura común, es decir, postular a un mismo candidato pero con partidos independientes. hecho que fue confirmado el 26 de febrero cuando el partido anunció junto con el PAY anunciaron que apoyarían a la priista Ivonne Ortega Pacheco. Sin embargo fue en modalidad de coalición electoral, denominada formalmente Alianza Ciudadana".

### Partido del Trabajo y Convergencia
El 31 de enero, Convergencia anunció la postulación formal de Ana Rosa Payán a la gubernatura, en el transcurso del mismo día se adhirieron a la candidatura el PRD y el PT, sin embargo el 10 de febrero el PRD rechazó la postulación de la exmilitante panista, ante esto, tanto Convergencia como el PT respaldaron su candidatura y su decisión de ir en alianza a las elecciones.
El 12 de febrero de 2007 la Convención estatal de Delegados de Convergencia eligió a Ana Rosa Payán como su candidata a gobernador y esta rindió protesta como tal, y el 14 de febrero se sumó oficialmente a la candidatura el Partido del Trabajo, quedando conformado la coalición electoral que apoyará a Ana Rosa Payán.

### Partido Nueva Alianza
El 26 de enero de 2007 Ana Rosa Payán anunció que se encuentra en pláticas muy avanzadas para lograr se candidata del PANAL. Aunque hay pláticas avanzadas con el PAN para concretar una coalición, que finalmente no tuvo lugar al rechazar Payán la candidatura para aceptar la postulación del PRD, que había condicionado esta a no compartirla con el PANAL, argumentando la influencia política de Elba Esther Gordillo en este partido.
En febrero de 2007, el líder del Sindicato Nacional de Trabajadores de la Educación, Rafael Ochoa Guzmán; anunció la postulación de Xavier Abreu Sierra como "candidato común" del PAN y PANAL a la gobernatura del estado, por lo cual rindió protesta como candidato el 27 de febrero de 2007.

### Partido Alternativa Socialdemócrata y Campesina
Alternativa inició su proceso de selección de candidato buscando acercamientos con varios políticos yucatecos, según declaraciones de su líder nacional, Alberto Begné Guerra, se tuvieron acercamientos con Ana Rosa Payán, Dulce María Sauri Riancho y Eric Rubio Barthell.
Sin embargo, al darse la renuncia de Ana Rosa Payán al PAN y su interés en ser postulada por otros partidos, Alternativa se desmarcó de la posibilidad de hacerla su candidata, debido a la "incopatibilidad ideológica".
Al no darse ninguna de estas dos posibilidades, Alternativa ha refrendado su intención de ir con un candidato propio a gobernador, por lo cual emitió la convocatoria de elección respectiva, así mismo ha trascendió que se dieron pláticas con cinco personas sobre la posibilidad de la candidatura, sin que se conozca la identidad de dichos personajes. Finalmente el último día para registrar candidaturas, el 28 de febrero, Alternativa registró como su candidato a la gubernatura a Jorge Lizcano Esperón, exprocurador de justicia del estado.

### Partido Alianza por Yucatán
El Partido Alianza por Yucatán, único partido estatal habilitado para participar en el presente electoral no había emitido convocatoria alguna para elegir candidato a gobernador y se llegó a mencionar que no participaría en dicha elección, aunque finalmente el 26 de febrero se anunció la postulación de Ivonne Ortega Pacheco como candidata común con el PRI y el PVEM, dentro de la Coalición electoral Alianza Ciudadana.
| Predecesor: Elecciones estatales de Yucatán de 2004 | Elecciones estatales de Yucatán 2007 | Sucesor: Elecciones estatales de Yucatán de 2010 |

### Organismos electorales y partidos políticos
- Yo Amo Opinar - Política Yucateca e Internacional (enlace roto disponible en Internet Archive; véase el historial, la primera versión y la última).
- Instituto de Procedimientos Electorales y Participación Ciudadana del Estado de Yucatán
- Partido Acción Nacional, Comité Directivo Estatal de Yucatán
- Partido Revolucionario Institucional, Comité Directivo Estatal de Yucatán
- Yo Amo Opinar - Política Yucateca e Internacional (enlace roto disponible en Internet Archive; véase el historial, la primera versión y la última).

### Análisis
- Antecedentes y Análisis de las elecciones de Yucatán en Consulta Mitofsky
- Elecciones: Tragicomedia yucateca Reportaje en El Universal.

- Datos: Q938074